# Повстання Хасана Ісраїлова
Повста́ння в Чечні́ 1940—1944 — повстання проти радянської влади в Чечено-Інгуській АРСР під головуванням Хасана Ісраїлова, яке скінчилося на початку 1944 року депортацією чеченців і інгушів до Казахської РСР.
Проте, опір у горах тривав до осені 1947-го, останнього бунтівника було вбито 1976 року у віці 70 років. Протягом заколоту бунтівники не мали контролю над рівнинною частиною Чечено-Інгуської АРСР і її столицею Грозним.

## Перебіг
Розпочаті наприкінці 1930-х масові репресії та, особливо, «генеральна операція з винищення антирадянських елементів», проведена органами НКВС у 1937 році, під час якої в Чечено-Інгушетії були заарештовані понад 10 тисяч осіб і знищені майже всі керівники від районного до республіканського рівня призвела до нових повстань. Найбільшим було повстання, організоване випускником Комуністичного університету працівників Сходу Хасаном Ісраїловим, розпочате взимку 1940.
Перша стадія заколоту розпочалася після фінського успіху в Зимовій війні. У лютому 1941 року бунтівна армія Ісраїлова взяла Галанчож, Саясан, Чаберлой і частину Шатойського району. Бунтівний уряд було встановлено в аулі Галанчож.
Майрбек Шеріпов оголосив війну СРСР 22 червня 1941 року. У лютому 1942-го його загін атакував Шатой, Хімох, Ітум-Кале. Вони об'єдналися з армією Ісраїлова в очікуванні підходу нацистів. У сусідньому Дагестані бунтівники атакували Новолакську й Ділім.
У деяких областях до повстання були залучені до 80 % чоловіків. СРСР використовував проти бунтівників бомбардувальники, що призводило до втрат передусім серед цивільного населення. Німецька операція Шаміль передбачала висадку десанту в кількох районах Чечні, координуючи дії з бунтівниками. 25 вересня 1942 року німецькі парашутисти приземлилися в Дачу-Борзой і Дуба-Юрт, після чого захопили Грозненський нафтопереробний завод, щоб запобігти його руйнуванню при відступі Червоної армії. Потім вони об'єдналися з бунтівниками, намагаючись утримати завод до підходу 1-ї німецької танкової армії. Проте, 25–27 вересня 1-й німецькій танковій армії було завдано поразки й саботажники були змушені відступити.
Повстання спровокувало багатьох чеченських та інгуських солдатів дезертувати з Червоної Армії. Деякі джерела стверджують, що кількість дезертирів серед горян сягнула 62 750, що перевищило кількість горян у Червоній армії.
25 грудня 1944 року в перестрілці з підрозділами внутрішніх військ Хасан Ісраїлов було вбито.

## Депортація
Після німецького відступу з Кавказу чеченці й інгуші понесли колективну відповідальність за повстання й насильницьки були депортовані до Казахської РСР, що призвело до великої кількості загиблих. Протягом депортації чеченці чинили опір. З боку СРСР були вчинені воєнні злочини, найвідоміший з яких — Хайбаська різанина. Деякі бунтівні групи залишилися в горах, продовживши опір. Бунтівні групи були також сформовані в Казахській РСР.